# Casey (lettertype)
Casey is een schreefloos lettertype ontworpen en in beheer bij Kowloon-Canton Railway Corporation (KCRC), een vervoermaatschappij in Hongkong.
Het lettertype is gemaakt in 1996 voor de huisstijl van het spoorwegsysteem. 

## Geschiedenis
Casey werd geïntroduceerd in 1996 bij de KCRC. Het was een aanpassing van lettertype Myriad en Formata Cond-cijfers. De naam Casey is afgeleid van KC, de eerste letters van KCRC. Het lettertype oogt dunner dan Myriad.

## Toepassing
Casey werd eerst toegepast in het KCRC-logo, dat werd herzien in 1996.
Toen de East Rail Line Metro Cammell EMU van de KCR East Rail (nu NK-MTR lines) werd gemoderniseerd, gebruikte men Casey voor de vlootnummers en later ook voor de nieuwe treinen.
De stijl werd uitgebreid op de bewegwijzeringsborden en stationsnamen, en zelfs in de folders en brochures van het bedrijf.
Het lettertype Casey is nooit publiek uitgegeven, maar spoorwegfans in Hongkong hebben een replica gemaakt genaamd "Casey Replica".